# 매드 파더
매드 파더(Mad Father)는 서바이벌 호러 비디오 게임이다. 이 게임은 일본의 개발자 센이 개발하고 미스크리언트 룸이 배급하였으며 2012년 12월 10일에 출시되었다. 이 게임은 아야라는 이름의 11살 소녀를 중심으로 하는데, 아야는 아버지의 비밀 실험실에 침입하여 아버지의 연구의 끔찍한 진실을 밝혀낸다.스팀 버전은 2016년 9월 23일에 출시되었다.

## 줄거리
매드 파더(Mad Father)는 11살의 주인공 아야 드레비스가 그녀의 아버지 알프레드와 그들의 하녀 마리아와 함께 사는 독일 북부에서 일어난다.  아야는 절대 밖에 나가지 않는 수줍은 소녀이다. 그녀의 어머니 모니카 드레비스는 엄청나게 아팠고, 아마도 게임이 시작되기 전에 병으로 죽었을 것이다. 그녀의 아버지는 집 지하에 있는 그의 실험실에서 마리아와 함께 비밀 연구를 한다. 아야는 알프레드가 지하실에서 인간들을 실험하고 죽이는 것뿐만 아니라 그가 몇 년 전에 길거리에서 데려온 전 집 없는 여자였던 어린 마리아와 혼외정사에 연루되었다는 사실을 알고 있다.
게임의 시작인 모니카의 기일날, 아야는 한밤중에 깨어나 실험실에서 탈출한 실험 대상들에 둘러싸여 있는 자신을 발견한다. 아야는 그녀의 방으로 도망가다가 수수께끼의 세일즈맨 오그리와 마주친다. 오그르는 아버지의 실험실에 침입하여 비밀을 밝혀내기 위해 퍼즐을 푸는 일을 그녀에게 제안한다. 아야는 아버지가 어린 시절 어머니를 죽인 후 인간을 보존하는 데 열중했던 다른 수많은 아이들에게 그랬던 것처럼 그녀에게 택시더미를 베풀고 그녀를 인형으로 바꾸려고 의도했다는 것을 알게 된다.아야는 곧 아버지가 아야를 납치할 것을 두려워하여 어머니를 살해했다는 사실을 알게 된다.
이 게임은 플레이어의 선택에 따라 3개의 엔딩이 있다. 한 결말에서, 아야는 죽지 않은 어머니가 그녀의 아버지를 다른 세계로 데려가도록 허락한다. 현실세계로 돌아온 그녀는 마리아와 마주치게 되고 마리아는 그녀를 기절시키고 지하실로 데려간 다음 그녀를 죽여서 그녀의 시체를 인형으로 만든다. 두 번째 엔딩에서 아야는 어머니의 영혼에 사로잡히는 것으로부터 아버지를 구한다. 그러나 모니카는 아야에게 알프레드가 자신의 실험 중 하나를 위해 그녀를 살해했다고 폭로한다. 겁에 질린 아야는 쇠톱을 휘두르는 알프레드에게 쫓기다가 도망친다. 탈출을 시도하던 중 마리아와 마주친다. 마리아는 그녀를 따라가려고 하지만, 그녀가 그녀를 잡지 못하자, 마리아는 알프레드에게 공격을 받는다. 게임은 아야의 행동에 따라 두 개의 엔딩으로 나뉜다. 만약 아야가 마리아를 돕지 않고 대신 저택에서 도망치려 한다면, 아야는 그녀의 아버지에게 발견되어 죽임을 당한다. 진정한 결말에서 아야는 마리아를 돕고, 두 사람이 앞으로 함께 살 것이라고 선언한다. 마리아는 알프레드를 죽이고 두 여자는 저택을 떠나는데, 이 저택은 알프레드의 인간 실험 대상자 중 한 명인 로빈에 의해 불타버린다.
아야는 불타는 저택을 떠나면서 아버지의 의학 서적이 화재에서 살아남았다는 것을 깨닫고, 그녀와 마리아가 새로운 삶을 시작할 때 그것을 가져가기로 결심한다. 한편, 불타는 집 안에서 오그르는 알프레드의 영혼을 다른 세계로 운반하고, 그곳에서 마음껏 실험하고, 그의 딸의 성숙한 복제를 만들어 미사오의 사건들로 이끈다. 몇 년 후, 아야와 마리아는 무료로 의료 서비스를 제공하는 클리닉을 만들었다.진 루니라는 이름의 가난한 여자가 검사를 위해 도착하고, 아야는 진이 더 이상 자신의 병으로 고통받지 않을 것이라고 주장하며 진을 의식불명 상태로 만들기 위해 마취제를 사용한다. 다른 방에서 마리아는 아야가 그녀의 아버지와 똑같아졌다고 생각하고, 그 경향이 집안 내력이라고 생각하며, 아야가 아버지의 뒤를 이어왔음을 강하게 암시한다.
게임 종료 시 추가 장면에서 플레이어가 로빈으로 플레이할 수 있는 "if"라는 엔딩을 통해 플레이할 수 있습니다. 이 장면에서 로빈은 모니카의 힘에 의해 살아난 살아있는 소년이라는 것이 드러난다.
게임의 리메이크에서는 성인 아야가 악몽 같은 버전의 집에 갇히는 새로운 에필로그가 포함되어 있다.  아야는 본게임 내내 본심이 아님에도 불구하고 아버지가 동물에게 상처를 주면 미안하다고 말하는 등 동물에게 상처를 주는 것에 대한 플래시백이 있어 사실상 처음부터 악했던 것으로 드러난다. 집안 곳곳에 흩어져 있는 일기장, 일기장, 편지 등을 통해 모니카는 가족의 악마적 성향을 완벽하게 이어받으려 했고, 아야는 알프레드가 아닌 자신의 성향을 물려받았다는 사실이 드러난다. 모니카가 할아버지와 보낸 편지를 통해 알프레드가 감옥에서 만나 출소하면 결혼해 아이를 갖기로 했다는 사실이 밝혀지며, 당시 그는 연쇄살인범이었기 때문에 완벽한 선택이었다  몇 년 후, 알프레드는 이 사실을 알게 되고, 그것은 모니카의 저주받은 혈통을 끝내고 마리아와 함께 아야를 인형으로 만들 계획을 세우고 모니카는 아야와 함께 도망칠 계획을 세우게 된다. 아야는 다시 한번 집을 빠져나와 집이 불타오르자 재빨리 달려들었고, 그녀는 새로운 하루를 시작할 준비를 하고 그녀의 진료소에서 깨어났다.

## 리메이크
이 게임의 리메이크는 2020년 11월 5일 스팀을 통해 닌텐도 스위치와 PC용으로 출시되었다.

## 리뷰
노이즈 픽셀 (Noisy Pixel)의 비평가 자한제브 칸은 매드 파더에 대해 긍정적인 평가를 내렸고, "사일런트 힐, 어둠 속의 나홀로, 심지어 레지던트 이블과 같은 공포 고전들의 지난 시대를 듣는 고전적인 생존 공포 경험"이라고 썼다. 물론, 매드 파더는 고의적이든 아니든 종종 잊혀졌던 캡콤의 고전인 스위트 홈으로 되돌아가는 하향식 2D 공포 모험이다.스크린 랜트 작가 아나스타시아 와일즈는 이 게임을 RPG 메이커 호러 게임 7위로 선정했으며, "게이머들을 공포에 떨게 하는 동시에 어려운 어려움으로 도전하게 될 것"이라고 썼다. 그녀는 또한 "이야기에 큰 반전이 있다"고 썼다.